# 茹埃迪普兰
茹埃迪普兰（法語：Joué-du-Plain，法語發音：[ʒwe dy plɛ̃] ⓘ）是法国奥恩省的一个市镇，属于阿让唐区。

## 地理
茹埃迪普兰（48°41'24"N, 0°7'23"W）面积14.56 平方千米，位于法国诺曼底大区奧恩省，该省份为法国西北部内陆省份，北起顺时针与卡爾瓦多斯省、厄尔省、厄尔-卢瓦省、萨尔特省、马耶讷省和芒什省接壤。
与茹埃迪普兰接壤的市镇（或旧市镇、城区）包括：瑟夫赖、阿瓦讷、埃库谢莱瓦莱、拉讷、圣布里斯苏拉讷、维约蓬。

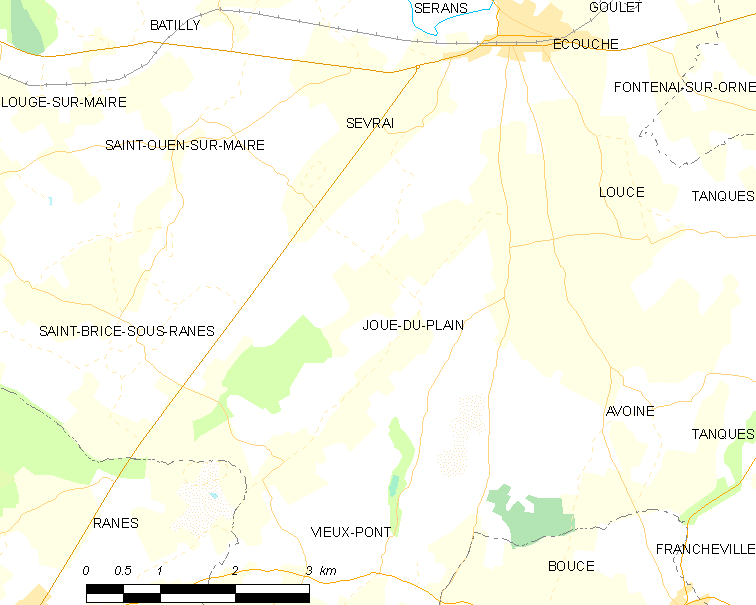
茹埃迪普兰的OSM定位图

茹埃迪普兰的时区为UTC+01:00、UTC+02:00（夏令时）。

## 行政
茹埃迪普兰的邮政编码为61150，INSEE市镇编码为61210。

## 政治
茹埃迪普兰所属的省级选区为马尼勒代塞尔县。

## 人口

1962-2008年间茹埃迪普兰人口变化图示

茹埃迪普兰于2022年1月1日时的人口数量为237人。